# Beerlegem
Beerlegem est une section de la commune belge de Zwalin située en Région flamande dans la province de Flandre-Orientale, anciennement Beirlegem. C'était une commune à part entière avant la fusion des communes de 1977 quand elle sera intégrée dans la commune de Munkzwalm pour devenir en 1977 une section de Zwalin.

## Toponymie
Berlengien (1177), Bellengien (1181), Berleghem (1196) 

## Démographie

### Évolution démographique
- Sources : INS, Rem. : 1831 jusqu'en 1970 = recensements[2].